# Arthur de Quinemont
Arthur Marie Pierre de Quinemont (Orléans, 19 août 1808 - Tours, 4 avril 1883) est un homme politique et diplomate français.

## Biographie

### Jeunesse et études
D'une ancienne famille de noblesse écossaise établie en France depuis 1481, fils d'Auguste Charles Louis de Quinemont et de Zoé de Tristan, Arthur de Quinemont passe à l'École de Saint-Cyr en 1825, devint lieutenant au 5e régiment de cuirassiers, et donna sa démission après la révolution de juillet 1830. 

### Vie adulte
Il entra dans la diplomatie en 1832 et fut successivement attaché aux légations de Florence, de Hambourg et de Copenhague. Il donna encore sa démission en 1839, se retira en Touraine, où il possédait des propriétés. 
Installé au château de Paviers (Crouzilles), il exploite un grand vignoble en introduisant les techniques les plus modernes de l'époque, devient maire de Crouzilles (1837- 1849), conseiller général du canton de l'Île-Bouchard en 1839, membre de la Société d'agriculture d'Indre-et-Loire (1843-1883) et correspondant pour l'Indre-et-Loire au Journal d'agriculture pratique.
Colonel de la garde nationale de Tours (1848-1862), président du comice agricole de Chinon (1849-1870), légitimiste rallié au second Empire, il fut élu député au Corps législatif dans la 2e circonscription d'Indre-et-Loire, le 1er juin 1863, et fut réélu, le 24 mai 1869. Il siégea dans la majorité, mais vota cependant contre la guerre contre la Prusse. 
Rentré dans la vie privée en 1870, il ne reparut sur la scène politique qu'en 1876, ayant été élu, le 30 janvier, sénateur d'Indre-et-Loire. Il siégea dans la majorité monarchiste et vota pour la dissolution de la Chambre demandée par le ministère de Broglie. Au renouvellement triennal du 6 janvier 1879, il ne réunit plus que 109 voix sur 334 votants, et quitta la vie politique.
Il épousa en premières noces Marie Amélie de La Poëze, fille du baron d'Harambure, et en secondes noces Anne Marie Liébert de Nitray, petite-fille du général Jean Jacques Liébert.

## Famille
Il épouse en premières noces, le 2 octobre 1832, Amélie Charlotte Marie de La Poëze (1810-1833), fille de René Louis Ambroise de La Poëze et de Charlotte Séraphie du Bois des Cours. Ils n'ont pas d'enfants.
Il épouse en secondes noces, le 25 novembre 1839, Anne Marie Liébert de Nitray (1822-1900), fille de Charles Liébert de Nitray, baron de Nitray et d'Henriette Pauline Anne Bidet de Juzancourt. Ils ont deux enfants :
- Abel Charles Marie Tristan de Quinemont, marquis de Quinemont (23 juillet 1845 - 6 mars 1921) épouse Jeanne Virginie Marie Chrestien de Tréveneuc (23 septembre 1851 - 4 janvier 1934), sans descendance ;
- Anna Hélène Marie de Quinemont (28 janvier 1847 - 27 mars 1934) épouse Pierre Marie Hubert Augustin Dupuy de Semur (5 mai 1840 - 2 février 1923), dont descendance.

## Distinctions

### Décorations françaises
- Officier de la Légion d'honneur (décret du 14 août 1866)[1].
  -  Chevalier de la Légion d'honneur (décret du 10 avril 1847)